# 7048 Chaussidon
7048 Chaussidon è un asteroide della fascia principale. Scoperto nel 1981, presenta un'orbita caratterizzata da un semiasse maggiore pari a 2,9101877 UA e da un'eccentricità di 0,0166478, inclinata di 1,74217° rispetto all'eclittica.